# チックンタックン
『チックンタックン』は、石森章太郎（後の石ノ森章太郎）の漫画作品、およびそれを原作とするテレビアニメである。

## 概要
漫画版は学習研究社（学研）発行による科学と学習シリーズ（『○年の科学』『○年の学習』）の各学年誌に、1978年度から1984年度まで（1978年4月教材-1985年3月教材）長期にわたって連載された。
当初は『チクタク大冒険』というタイトルで『科学』のみに掲載されており、コメディに科学的知識を盛り込んだ内容の学習漫画だった。当時は同誌の付録教材にもキャラクターが使用された事があった。後のテレビアニメ化に伴って『学習』でも連載を開始したが、こちらは純粋なギャグ漫画となっていた。
石ノ森自身による執筆が行われていたのは『1年のかがく』と『5年の科学』掲載作のみであり、石ノ森原作による前作『S・Pハーレー』・前々作『未来救助隊アスガード7』と同様に、学年ごとにシュガー佐藤、中島昌利、桜多吾作、土山よしきなど、異なる漫画家（おもに石ノ森の元アシスタント）が作画を担当していた。なお、学年が同じ『科学』と『学習』は必ず担当が異なっていたが、複数年の雑誌を同一人物が担当することはあった。R（アール）星からやって来た宇宙人チックンとタックンが、地球人の少女ミコのもとに居候するという基本設定は全学年ともにほぼ共通であるが、作画担当者ごと、または年度ごとに多少のストーリーや設定が改変されている場合もある。
1981年には学習漫画『ひみつシリーズ』の姉妹作品として、チックン・タックン・ミコ達が登場する『なぜなぜ110番』シリーズが刊行されていた。
登場キャラクターのうち、Dr.ベルとギジギジは前作『S・Pハーレー』から引き続き登場したキャラであり、最終回で相対するハーレーの前に乱入する形で名乗りを上げたのがチックン・タックンであった。また、同作品のヒロイン「シズカ」は『チクタク大冒険』一部掲載作にもミコに代わって登場しており、ミコに比べるとセミロングの落ち着いた雰囲気の少女であった。1982年の『6年の科学』には、スピンオフ作品として『Dr.ベルの釣り教室』（作 - 桜多吾作）が連載されていた。
1984年のテレビアニメ化に際し、タイトルを『チクタク大冒険』から『チックン大冒険』、そして『チックンタックン』と2度改めている。アニメの終了後、1985年3月教材をもって全学年の漫画連載も終了した。

## 漫画復刻版
- 2015年より電子書籍シリーズ「石ノ森章太郎デジタル大全」として復刻配信。
  - 1巻 - 1984年度『5年の科学』、1984・85年度『1年のかがく』連載分
  - 2巻 - 1984年度『2年〜6年の学習』連載分
- 2019年より電子版まんが復刻シリーズ「あのころの学研」として、1978・79年度『5年の科学』連載分（巻末に1978年度『1年のかがく』版1話）を配信[1]。

## 登場人物

### 漫画・アニメ共通
チックン・ダック
声 - 菅谷政子
アール星の王子。その外見はアヒルやペンギンに似ている。好奇心旺盛で少々わがまま、食いしん坊。漫画では地球の勉強のためにミコのもとに居候し、ときには世界旅行やタイムトラベルをして様々な物事を学んでいく。「ンじゃらホ？」が口癖。一部掲載年度によっては、腹のボタンを押すと体の部分を変身させる能力を見せたり、普段の外見は仮の姿で正体は人間に似た姿という設定にもなっていた。アニメでは「〜のら」が口癖で、宇宙船メンフォー号に乗る。ラーメンが好物。
タックン・ハット
声 - 肝付兼太
チックンのお目付け役であるシルクハット型ロボット。中から腕が出たり、巻いているリボンが手の形になる。物知りで『科学』では先生役。メカの開発等もする。チックンはタックンを頭にかぶったり、逆さになったタックンの中に入ることで空を飛べる他、タイムマシンの機能も持つ。アニメでは「〜であーります」が口癖。一部の学年誌最終回ではチックンを人間の姿に戻す役割も果たしている。
ジタバタメカタン
声 - 龍田直樹
チックンのボディーガード役である大型ロボット。飛行形態に変形できる。力は強いがおっとりした性格。アニメ放送に前後して漫画にも登場した。
南田 ミコ
声 - 冨永みーな
チックン・タックンの居候先の小学生。漫画ではカチューシャとおかっぱがトレードマークの活発な少女で、掲載誌の学年に合わせた年齢設定になっている。アニメではキャラクターデザインが大きく変わり、ショートカットの赤い髪で、一人称が「ボク」の6年生（「南田」姓はアニメのみの設定）。
Dr.ベル（ドクター・ベル）
声 - 千葉繁
漫画には1982年度より登場。ベル型の頭に上歯が並んだ顔で、頭にもベルを下げている（アニメでは感情によって大きさが変わる）。アール星出身でチックンをライバル視する自称・大悪党だが、どこか間が抜けている。漫画（特に低学年向け）ではチックン達にいたずらを仕掛ける程度になっており、一部掲載年度ではチックン達をアール星に連れ戻す役柄で登場した。アニメでは「〜ベル」が口癖で、宇宙船ナズマー号を操る。
ギジギジ
声 - 緒方賢一
Dr.ベルの子分である六本足のロボット。アニメでは「〜ギジ」が口癖。

### アニメのみ
ワルチン大事典
声 - 滝口順平
外見は事典のようだが、実はコンピュータで会話も可能。全宇宙のあらゆる悪事がデータに入っており、手にしたものはそれを実現できる。アール星の国王が封印したが、Dr.ベルに盗まれる。第7話までは電子音声で話す。コピーすることは不可能なようで、Dr.ベルが大量にコピーしたが内容は全て砂嵐となっていた（第12話）。
南田 朗
声 - 納谷六朗
ミコの父親。前衛芸術家。
南田 フツ子
声 - 平野文
ミコの母親。
マキ
声 - 坂本千夏
ミコの友人。ボーイッシュな性格。一人称は「俺」。
ムッコ
声 - 松井菜桜子
ミコの友人。メカに強い眼鏡っ子。
メーコ
声 - 松谷祐子
ミコの友人。いつもボーッとしたのんびり屋。
モコ
声 - 神代智恵
ミコの友人。ブリッ子のトラブルメーカー。
エンドレ
声 - 野沢雅子
第12話から登場。アール星一の大金持ち。チックンより早くワルチン大事典を奪い返すべく地球にやって来た。カラスのような大勢の部下を引き連れている。
レイア姫
声 - 大城松美
同じく第12話から登場。チックンの婚約者。アール星でワルチン大事典を守っていた。

## アニメ版
1984年4月9日から同年9月28日まで、フジテレビ系列局で放送（放送期間は、キー局であるフジテレビでのもの）。学習研究社とフジテレビが共同製作した。全23話。
製作局のフジテレビでは、第11話（1984年7月2日放送分）までは月曜 19:00 - 19:30枠 （日本標準時）にて、第12話（同年7月13日放送分）からは金曜 16:30 - 17:00枠 （日本標準時）にて放送された。作品名は、第4話（同年4月30日放送分）から第11話までは番組表に「痛快アニメ チックンタックン」と表記されていたが、放送上での変更は無かった。金曜16:30枠への移動後には、表題通りの表記に戻っている。またフジテレビ側は、月曜時代は複数社提供だったが、金曜時代は学習研究社の一社提供に変更された（ただしフジテレビ番組の番宣CMも放送）。
内容は、1980年代当時の流行を多く取り入れたドタバタギャグ作品となっている。舞台設定は内房地域。

### ストーリー
アール星からDr.ベルとギジギジが、あらゆる悪事を行う事ができる「ワルチン大事典」をもって、地球にやってきた。それを追ってきた王子のチックンと、臣下のタックンは小学生の南田ミコと出会う。事情を知ったミコと友人たちはキュンキュンズを結成、チックンと共にDr.ベルの悪事に立ち向かう。第1話と第6話がアニメ絵本として刊行された。

### スタッフ
- 原作 - 石森章太郎
- 企画 - 岡正（フジテレビ）
- プロデューサー - 前田和也（フジテレビ、第15話から）、神保まつえ（学習研究社）、片岡義朗（日本アドシステムズ）
- チーフディレクター - 早川啓二（第14話まで）、案納正美（第15話から）
- キャラクターデザイン - 小和田良博
- 音楽 - 安西史孝
- 録音監督 - 斯波重治
- 美術監督 - 小林七郎
- 撮影監督 - 杉村重郎
- シリーズ構成 - 山本優（第12話まで）
- 動画チェック - 伊藤由起子、片田敬信、阿部毅彦、児玉八重子、山崎茂
- 色指定 - 小泉純子、横山忍、安斎弘美、池さゆり、木山祐美子、飯塚善子
- 特殊効果 - 三浦誠→干場豊、阿部郷、榊原豊彦
- 仕上 - イージーワールドプロ、アニメファミリー
- 撮影 - スタジオぎゃろっぷ（第14話まで）、イマジネーション（第15話・18話）、三晃プロダクション（第16話から）
- 背景 - 小林プロダクション
- 調整 - 桑原邦男
- 効果 - 依田安文
- 録音 - 映広音響
- 現像 - 東映化学
- 編集 - 森田清次、坂本雅紀→西出栄子
- 制作デスク - 木村健吾（第14話まで）、保原岳人（第15話から）
- 制作進行 - 小板橋司、神田修吉、佐藤育郎、村田茂、千葉茂夫、本間道幸、渡辺欽哉、水谷光一
- 演出助手 - 高本宣弘
- 協力 - スタジオユニコーン、A.I.C
- 制作担当 - 金子泰生（学習研究社）、伏川政明（スタジオぴえろ）
- アニメーションブレーン - スタジオぎゃろっぷ
- アニメーション制作協力 - スタジオぴえろ
- 制作協力 - NAS
- 制作 - 学習研究社、フジテレビ

### 主題歌
オープニング・テーマ - 『好きしてチックン!!』
作詞 - 森雪之丞 / 作曲・編曲 - 馬飼野康二 / 歌 - 平野文 / レーベル - キャニオン・レコード
映像は一貫して不変で、後期キャラのエンドレとレイア姫は登場しなかった。またミコの両親も登場していない。
エンディング・テーマ - 『Dr.ベルのテーマ』
作詞 - 森雪之丞 / 作曲・編曲 - 馬飼野康二 / 歌 - 千葉繁 / レーベル - キャニオン・レコード

### 放映リスト
| 話数 | サブタイトル                          | 脚本       | 絵コンテ     | 演出       | 作画監督          | 放映日        |
| ---- | ------------------------------------- | ---------- | ------------ | ---------- | ----------------- | ------------- |
| 1    | 春風はギャグに乗り おさわが星人ご到着 | 山本優     | 早川啓二     | 早川啓二   | 阿部司            | 1984年 4月9日 |
| 2    | みせます!跳びます! 花キュンアタック!! | 山本優     | 角邦樹       | 早川啓二   | 小和田良博        | 4月16日       |
| 3    | スーパーママ怒る! 生け花大パニック!!  | 山本優     | 須田裕美子   | 須田裕美子 | 吉本桂子          | 4月23日       |
| 4    | 電話からギャル!? お誘いテレホン大作戦 | 大橋志吉   | 下舘晃二     | 早川啓二   | 丹内司            | 4月30日       |
| 5    | Dr.ベルの大逆襲! ノコギリ岩にほえる   | 山本優     | 三家本泰美   | 早川啓二   | 佐藤徹            | 5月7日        |
| 6    | ミクロの決死圏! とんでも大レース      | 山本優     | 小華和ためお | 早川啓二   | 辻初樹            | 5月12日       |
| 7    | 夜霧にきえた初恋? 泣かせる夢じゃん!!  | 大橋志吉   | 下舘晃二     | 早川啓二   | 阿部司            | 6月4日        |
| 8    | 宇宙からの使者! あたし本当にきれい?   | 首藤剛志   | 水谷貴哉     | 水谷貴哉   | 小和田良博        | 6月11日       |
| 9    | ビデオびっくり! おじゃま怪獣大あばれ  | 山本優     | 本郷みつる   | 本郷みつる | 吉本桂子          | 6月18日       |
| 10   | ミコちゃんあやうし パニックコースター | 戸田博史   | 小華和ためお | 水谷貴哉   | 丹内司            | 6月25日       |
| 11   | スゴ〜イですね! 恐怖のチューチュー花  | 大橋志吉   | 網野哲郎     | 早川啓二   | 松岡秀明          | 7月2日        |
| 12   | 宇宙から来たイヤ〜なやつ              | 土屋斗紀雄 | 藤原鉄太郎   | 早川啓二   | 阿部司            | 7月13日       |
| 13   | ブッ飛ばせ! ハチャメチャ自動車レース  | 土屋斗紀雄 | 水谷貴哉     | 水谷貴哉   | 阿部司            | 7月20日       |
| 14   | 原始恐竜VSエリマキトカゲドン          | 大橋志吉   | 本郷みつる   | 本郷みつる | 吉本桂子          | 7月27日       |
| 15   | 甘い物に手を出すな!                   | 大橋志吉   | 吉田浩       | 大町繁     | 昆進之介          | 8月3日        |
| 16   | 地獄のワルチンランド                  | 日野敬元   | 横山広行     | 横山広行   | 池上裕之 高木敏夫 | 8月10日       |
| 17   | 笑っていいとも 大騒動                 | 山崎晴哉   | 鴫野彰       | 五月女有作 | 長島正徳          | 8月17日       |
| 18   | どっきり!! オバケ軍団                 | 田口成光   | 吉田浩       | 大町繁     | 昆進之介          | 8月24日       |
| 19   | 怪盗ムーンリバー登場                  | 寺田憲史   | 鴫野彰       | 鴫野彰     | 池上裕之          | 8月31日       |
| 20   | 地球の裏まで大レース                  | 武上純希   | 日高麗       | 五月女有作 | 樋口善法          | 9月7日        |
| 21   | 初恋のかれはヒドイ人                  | 寺田憲史   | 吉田浩       | 大町繁     | 昆進之介          | 9月14日       |
| 22   | 誘かいされた!? 赤ン坊                 | 田口成光   | 横山広行     | 西森明良   | 長島正徳          | 9月21日       |
| 23   | ワルチン・ザ・ガマン                  | 山崎晴哉   | 鴫野彰       | 五月女有作 | 田中正弘          | 9月28日       |

### 放送局
| 放送対象地域 | 放送局         | 系列                          | 放送日時                              | 備考                                     |
| ------------ | -------------- | ----------------------------- | ------------------------------------- | ---------------------------------------- |
| 関東広域圏   | フジテレビ     | フジテレビ系列                | 月曜 19:00 - 19:30 金曜 16:30 - 17:00 | 製作局                                   |
| 新潟県       | 新潟総合テレビ | フジテレビ系列                | 月曜 19:00 - 19:30 金曜 16:30 - 17:00 |                                          |
| 静岡県       | テレビ静岡     | フジテレビ系列                | 月曜 19:00 - 19:30 金曜 16:30 - 17:00 |                                          |
| 近畿広域圏   | 関西テレビ     | フジテレビ系列                | 月曜 19:00 - 19:30 金曜 16:30 - 17:00 |                                          |
| 佐賀県       | サガテレビ     | フジテレビ系列                | 月曜 19:00 - 19:30 金曜 16:30 - 17:00 |                                          |
| 宮城県       | 仙台放送       | フジテレビ系列                | 月曜 19:00 - 19:30                    |                                          |
| 福島県       | 福島テレビ     | フジテレビ系列                | 月曜 19:00 - 19:30                    |                                          |
| 中京広域圏   | 東海テレビ放送 | フジテレビ系列                | 月曜 19:00 - 19:30                    |                                          |
| 北海道       | 北海道文化放送 | フジテレビ系列                | 金曜 16:30 - 17:00                    |                                          |
| 岡山県       | 岡山放送       | フジテレビ系列                | 土曜 7:30 - 8:00                      |                                          |
| 広島県       | テレビ新広島   | フジテレビ系列                | 木曜 19:00 - 19:30                    |                                          |
| 愛媛県       | 愛媛放送       | フジテレビ系列                | 水曜 17:25 - 17:55                    | 1984年5月9日から放送                     |
| 福岡県       | テレビ西日本   | フジテレビ系列                | 土曜 18:00 - 18:30                    | 1984年4月28日から放送                    |
| 熊本県       | テレビ熊本     | フジテレビ系列 テレビ朝日系列 | 木曜 17:30 - 18:00                    | 当時クロスネット局 1984年4月26日から放送 |